# LWA
LTE-WLAN aggregation （LWA）為3GPP所制定的新規格。在LWA運作下，當一台有LTE與Wi-Fi能力的行動裝置在被網路端配置後，同時使用LTE與Wi-Fi傳輸資料。它提供的方法有別於另外一種技術LTE in unlicensed spectrum，LAA/LTE-U可以被佈署而不用更換網路端硬體的基礎建設與行動裝置，但LWA同時卻提供了與LAA相似的效能。
對於一般使用者而言，LWA提供了LTE與Wi-Fi的無縫接合同時實質上的提高了效能。對營運商而言，LWA只需佈署Wi-Fi後，即可增進系統效能並且減少網路營運與管理成本。LWA可以以所謂的「collocated manner」佈署，這種情況eNB與Wi-Fi（AP）是被整合在同一台實體終端上。另外一種「non-collocated manner」佈署方式，eNB與Wi-FiAP或AC則是用標準的接口所連接。後者的佈署方案特別適合於需要支援大區域的Wi-Fi範圍，例如是一所大學校園。
LWA是在3GPP Release-13所標準化。Release-14改進為Enhanced LWA (eLWA)，增加支援60Ghz頻帶 (802.11ad and 802.11ay aka WiGig)與2.16Ghz頻寬，上傳聚合（uplink aggregation），移動性增進與其他改進。

## 背景
行動網路被設計於使用授權頻譜(licensed spectrum)。然而，近年用途模式改變，從原本以語音為中心變成了資料，並且資料的使用量激增，營運商開始嘗試尋找免授權頻譜(unlicensed spectrum)的機會。使用WLAN不只讓營運商增加峰值資料量，也可以提供服務給非蜂巢服務的裝置，例如筆記型電腦。
為迎合營運商的胃口，3GPP在LTE-WLAN inter-working上制定了許多版本，從Non-Seamless WLAN Offload (NSWO)到一些不嚴謹的方法如S2b，至更先進的技術如LTE WLAN Radio Level Integration with IPsec Tunnel (LWIP)，到目前的LTE-WLAN Aggregation (LWA)。
靠著LWA，WLAN終於可以完全的被融入蜂巢網路的世界裡。

## 深入LWA
從網路層面來看，大致上有兩種選擇來彈性的佈署LWA - collocated 與 non-collocated。
LWA主要設計是遵照3GPP Release 12 LTE Dual Connectivity (DC) 架構[3]，其中允許UE(User Equipment)同時的連接至多個基站(base stations)。在U-plan(user plane)層面，LTE與WLAN是被聚合於Packet Data Convergence Protocol(PDCP)層。

## 佈署
2016年8月19日，Nokia聲稱M1誕生了新加坡第一家商運HetNet(Heterogeneous Network)，其中包含LWA。藉著尖端的 LTE-WiFi Aggregation (LWA)技術，M1希望2017年提供超過1Gbps的最大下載速度。
2017年2月23日，台灣中華電信、中磊、HTC(U Play)，搭配聯發科(Helio Pro 處理器)晶片，發表全球首發 LWA 服務，在會場現場實測下載/上傳速度可達413.1Mbps/45.9Mbps。

## 延伸閱讀
- 5G Americas , "LTE Aggregation & Unlicensed Spectrum"
- The Ruckus Room, "Getting Engaged: LTE and Wi-Fi Fall in Love （页面存档备份，存于）"
- Qualcomm, "Improving LTE and Wi-Fi integration with PDCP aggregation （页面存档备份，存于）"
- 点对点协议（Multiclass PPP、Multilink PPP）
- 链路聚合（Link Aggregation）

## 外部連結
- Section 22A in Evolved Universal Terrestrial Radio Access (E-UTRA) and Evolved Universal Terrestrial Radio Access Network (E-UTRAN); Overall description; Stage 2 （页面存档备份，存于）
- Evolved Universal Terrestrial Radio Access Network (E-UTRAN) and Wireless LAN (WLAN); Xw application protocol (XwAP) （页面存档备份，存于）
- Evolved Universal Terrestrial Radio Access Network (E-UTRAN) and Wireless LAN (WLAN); Xw data transport （页面存档备份，存于）
- Evolved Universal Terrestrial Radio Access Network (E-UTRAN) and Wireless LAN (WLAN); Xw interface user plane protocol （页面存档备份，存于）